# Lily Sykes
Lily Sykes (* 1984 in London) ist eine britische Theaterregisseurin und Schauspielerin, die vor allem im deutsch- und englischsprachigen Bereich inszeniert und zurzeit in Berlin, Paris und London lebt.

## Leben
Sykes wurde als erstes Kind des Autors und Fotografen Christopher Simon Sykes und seiner Ehefrau Belinda Susan Giles in London geboren; sie hat einen sechs Jahre jüngeren Bruder. Sie studierte Germanistik und Philosophie in Oxford und realisierte parallel zu ihrem Studium ihre ersten Theaterprojekte, so 2004 Lulu von Frank Wedekind im Old Fire Station Theatre und 2005 Der Kaukasische Kreidekreis von Bertolt Brecht im Oxford Playhouse. 2004 arbeitete sie zudem mit Chen Shi-Zheng und Jossi Wieler an der Mobilen Akademie Berlin. Nach dem Studium absolvierte sie Regieassistenzen bei Anja Gronau und Peter Mussbach.
Von 2006 bis 2008 besuchte sie die École Philippe Gaulier in Paris und wirkte in dieser Zeit unter anderem als Kate in Der Widerspenstigen Zähmung von William Shakespeare und als Ranevskaya in Der Kirschgarten von Anton Tschechow mit. 2007 gründete sie mit Künstlern aus Japan, Deutschland, Österreich, England, den USA und Italien das Internationale Theaterensemble Aitherios. Unter ihrer Regie wurde die erste gemeinsame Produktion The Fish is Open in Berlin, London, Cambridge und Isfahan aufgeführt. 2008 war sie Stipendiatin des Internationalen Forums beim Berliner Theatertreffen.
Von 2009 bis 2012 arbeitete Sykes als Regieassistentin am Schauspiel Frankfurt und betreute in dieser Zeit auch regelmäßig eigene Regieprojekte. Seit 2012 inszeniert sie als freie Regisseurin u. a. für das Deutsche Theater Berlin, das Schauspiel Frankfurt, die Theater in Oberhausen und Osnabrück, das Junge Theater Göttingen, das bat Studiotheater Berlin, das Schauspielhaus Zürich, das Schauspielhaus Graz und das Schauspiel Hannover.
Ab der Spielzeit 2022/23 ist Sykes Hausregisseurin am Staatsschauspiel Dresden.

## Auszeichnungen
Für ihre Inszenierung von Lothar Kittsteins Die Bürgschaft für das Schauspiel Frankfurt in einer Koproduktion mit den Ruhrfestspielen Recklinghausen erhielt Sykes 2011 in der Kritikerumfrage von Theater heute eine Nominierung zur Nachwuchsregisseurin des Jahres. Mit ihrer Oberhausener Inszenierung von Der geheime Garten wurde sie im Jahr 2013 zum Westwind Festival des Schauspiels Essen eingeladen und zudem mit dem 3. Preis bei der Verleihung des Oberhausener Theaterpreises ausgezeichnet. 